# Vasszentmihály, Vas
Vasszentmihály  este un sat în districtul Szentgotthárd, județul Vas, Ungaria, având o populație de 345 de locuitori (2011). 

## Demografie
Componența etnică a satului Vasszentmihály
     Maghiari (86,51%)
     Germani (11,73%)
     Sloveni (1,76%)
Componența confesională a satului Vasszentmihály
     Fără religie (2,9%)
     Reformați (2,03%)
     Luterani (1,45%)
     Necunoscută (93,62%)
Conform recensământului din 2011, satul Vasszentmihály avea 345 de locuitori. Din punct de vedere etnic, majoritatea locuitorilor (86,51%) erau maghiari, existând și minorități de germani (11,73%) și sloveni (1,76%). Nu există o religie majoritară, locuitorii fiind persoane fără religie (2,9%), reformați (2,03%) și luterani (1,45%). Pentru 93,62% din locuitori nu este cunoscută apartenența confesională.